# Torenia caelestis
Torenia caelestis är en tvåhjärtbladig växtart som beskrevs av Ridley. Torenia caelestis ingår i släktet Torenia och familjen Linderniaceae. Inga underarter finns listade i Catalogue of Life.